# 彭子冈
彭子冈（1914年—1988年），原名彭雪珍，笔名子冈，女，江苏吴县人，中国记者。

## 生平
1934年考入北平中国大学英语专业。1936年春到上海，任《妇女生活》月刊助理编辑并采写专稿。曾采访过江西老苏区和探访囚禁狱中的“七君子”。抗战爆发后，她撤退到武汉，进入《大公报》任外勤记者。
1938年8月加入中国共产党。后随《大公报》撤退到重庆。曾发表新闻特写《毛泽东先生到重庆》。1946年到《大公报》北平办事处工作。
1949年后先后任《进步日报》和《人民日报》记者，1954年起编《旅行家》杂志。1957年被划为右派，1979年获得平反，重新担任《旅行家》杂志主任编委。1988年病逝。